# Chiesa dei Santi Pietro e Paolo dei Greci
La chiesa dei Santi Pietro e Paolo, nota in passato come "dei Greci". Greci sta per greco-cattolica, termine tecnico usato dalla Chiesa ortodossa per indicare quelle chiese che seguono la liturgia ortodossa. Si erge nel centro storico di Napoli, in via San Tommaso d’Aquino 51. 
Inizialmente dedicata ai dodici Apostoli, la chiesa venne costruita nel 1518 per volere del cavaliere Tommaso Asen Paleologo della famiglia dei Paleologi, l'ultima dinastia a governare l'Impero bizantino, e officiava la liturgia per quelle popolazioni esuli dell'Epiro e della Morea secondo il  rito greco-bizantino. 
Alla fine del XIX secolo, la chiesa divenne proprietà dello Stato greco e della Chiesa greco-ortodossa.
Da qualche anno la chiesa è in concessione all'Arcidiocesi ortodossa d'Italia e Malta.

## Storia
Nel 1518 Tommaso Paleologo, cavaliere della Morea, chiese al re di Spagna Carlo I la concessione di un luogo che era stato di Pietro Faldes. L’imperatore, con "real carta", ordinò al viceré Raimondo de Cardona di dare un sussidio di 500 ducati per la costruzione della chiesa dedicata ai dodici Apostoli, la prima chiesa nazionale straniera in città, con la riserva della regia protezione.
Tommaso era figlio di Demetrio Assan Paleologo (despota di Acaia e Corinto, senatore di Costantinopoli) e Teodora Asanina, figlia di Paolo Asanes della dinastia Asen. Il nonno paterno era Demetrios Palaiologos, despota della Morea de jure dal 1428 al 1460 e de facto dal 1436 al 1438 e dal 1451 al 1460. Dopo l'invasione ottomana Tommaso si trovò al cospetto della corte di Ferrante d'Aragona, re di Napoli dal 1458 al 1494.
L'arrivo degli albanesi, di cui numerosi arvaniti dalla Morea, attuale Peloponneso in Grecia (da Corone, Modone, e Patrasso) a causa dell'invasione turco-ottomana, dopo l'occupazione di Corone da parte delle armate imperiali (1532-1534) aumentò la popolazione arvanita-albanese della città di Napoli dove si insediarono nella strada detta "vico dei Greci" e l'imperatore Carlo V concesse loro la chiesa devoluta alla Regia Corte per mancanza di legittimi discendenti del Paleologo, riserbandosi espressamente la sua Regal Protezione. I Coronei acquistarono la chiesa, la ribattezzarono con il nome dei santi Pietro e Paolo e fondarono una confraternita nella chiesa stessa nel 1536, due anni dopo il loro arrivo.
Nel frattempo, papa Paolo III, con la bolla del 29 giugno 1536 autorizzò i Coronei a professare liberamente la propria fede, secondo il loro rito, e un'altra del 16 dicembre 1544 dava loro la licenza per celebrare nella chiesa costruita da Tommaso Assan Paleologo.
Nel 1544, fu concesso di utilizzare l’edificio per il culto bizantino.
Nel 1617 l'edificio religioso fu ampliato, annettendo anche un conservatorio per i bambini; all'epoca di questo intervento risale anche la nuova intitolazione ai Santi Pietro e Paolo.
Nella Chiesa continuarono a riunirsi gli italo-albanesi cattolici di rito greco, ai quali si affiancarono nel XIX secolo uno sparuto nucleo di greci ortodossi, i quali pretesero in pieno periodo nazionalistico Ottocentesco, il possesso della struttura, in quanto, a modo loro, "greca" d'etnia.
Agli inizi del XIX secolo un medico di San Demetrio Corone (CS), che voleva diventare "nobile coroneo" di titolo per entrare nella corte di Napoli, non riuscendo nell'intento, finì per fare la spia borbonica controllando i cittadini italo-albanesi di rito greco, detti appunto "greci", che risaputi era repubblicani e frequentavano il sacro edificio. Negli anni '90 dell'Ottocento Francesco Crispi, anch'egli di origini albanesi, considerato il luogo covo dello spionaggio, cedette per controparte la Chiesa allo Stato greco e alla sua chiesa nazionale per motivi politici.
Dopo le problematicità etniche-religiose nate a seguire l'Unità d'Italia tra albanesi di rito greco-bizantino e greci ortodossi di Grecia su chi dovesse detenere la chiesa, la sentenza della seconda sezione della Corte di Appello di Napoli nella causa della chiesa e confraternita dei "Greci" del 1868 dichiarò che la chiesa dei Santi Pietro e Paolo era nata e apparteneva storicamente alla comunità albanese di rito greco-bizantino, così citando:
La libertà dei culti seguita dall'Unità d'Italia comunque non cambiò la situazione della chiesa dei Santi Pietro e Paolo nei confronti dello Stato greco.
Da alcuni anni la chiesa è affidata alla Chiesa ortodossa d’Italia e Malta.
Nell'ottobre 2007, la chiesa ha ricevuto la visita del patriarca ecumenico di Costantinopoli Bartolomeo I.

## Opere
Delle decorazioni di Belisario Corenzio oggi restano solo poche tracce frammentarie.
Nella chiesa vi sono cinquanta icone post-bizantine, delle quali più di quaranta sono di Eustachio Caruso di Cefalonia. Degna di menzione è anche una tela di Paolo De Matteis collocata nella seconda cappella a destra.